# Partito Popolare Pakistano
Il Partito Popolare Pakistano (in urdu پاکستان پیپلز پارٹی‎?, in inglese Pakistan People's Party, PPP) è un partito politico del Pakistan, fondato il 30 novembre 1967 da Zulfiqar Ali Bhutto.
Nel panorama politico del suo Paese, il PPP si configura come forza politica di stampo moderatamente progressista e liberale, che dichiara di aspirare ad un modello politico ed economico di tipo socialista e democratico nel rispetto della tradizione islamica del Pakistan. Il motto del partito è: "L'Islam è la nostra fede; la democrazia è la nostra politica; il socialismo è la nostra economia; tutto il potere al popolo". La sua linea politica si è contraddistinta per l'avversione all'estremismo islamico e al governo militare .
Anche se l'area di consenso storico del partito è la regione meridionale del Sindh, il partito è considerato ben radicato anche nella più popolata regione del Punjab.
Il Partito è strutturato in modo capillare sul territorio tramite sezioni comunali raggruppate in organismi a livello federale. Il Comitato Esecutivo Centrale del Partito è l'organo supremo che delinea la strategia per il partito. Il CEC è presieduto dal Presidente e comprende le più alte cariche dell'organizzazione politica.
Figura di spicco e leader del partito stesso fu Benazir Bhutto, figlia di Zulfiqar Ali Bhutto (proclamata presidente a vita), fino al suo omicidio avvenuto il 27 dicembre 2007.
Da allora i nuovi dirigenti del partito sono il marito della Bhutto, Asif Ali Zardari, e suo figlio Bilawal Zardari, da lei stessa ritenuto il proprio erede politico.

## Presidenti del partito
- Zulfiqar Ali Bhutto (1967-1979)
- Nusrat Bhutto (1979-1984)
- Benazir Bhutto (1984-2007)
- Asif Ali Zardari (2007-2018)
- Bilawal Bhutto Zardari (2018-in carica)

## Risultati elettorali

### Assemblea nazionale
| Anno elezioni | Seggi              | Voti               | %                  |
| ------------- | ------------------ | ------------------ | ------------------ |
| 1970          | 81 / 131           | 6.148.923          | 39,1               |
| 1977          | 155 / 200          | 10.148.040         | 60,1               |
| 1985          | Non ha partecipato | Non ha partecipato | Non ha partecipato |
| 1988          | 94 / 207           | 7.546.561          | 38,5               |
| 1990          | 44 / 207           | 7.795.218          | 36,8               |
| 1993          | 89 / 207           | 7.578.635          | 37,9               |
| 1997          | 18 / 207           | 4.152.209          | 21,8               |
| 2002          | 81 / 342           | 7.616.033          | 26,1               |
| 2008          | 119 / 342          | 10.666.548         | 30,8               |
| 2013          | 42 / 342           | 6.911.218          | 15,3               |
| 2018          | 55 / 342           | 6.924.356          | 13,0               |
| 2024          | 74 / 336           | 8.244.944          | 13,9               |